# Гребля Ал-Овайс
Гребля Ал-Овайс (Al Owais) – інженерна споруда на північному сході Об’єднаних Арабських Еміратів, у еміраті Аджман. Також відома як гребля Ваді-Хатф (Wadi Hathf).
Гребля, яку ввели в дію у 1991 році, виконує функції живлення водоносних горизонтів (затримання на певний час води епізодичних дощів дозволяє забезпечити Її максимальне всотування у алювіальні породи русла) та захисту від повеней. 
Гребля виконана як насипна споруда висотою 18 метрів та довжиною 230 метрів. 
Первісно гребля могла утримувати тимчасове водосховище об’ємом 3 млн м3, з площею  поверхні 1,02 км2 та глибиною 12,9 метра. В 2012-му провели роботи зі збільшення об’єму сховища ще на 1 млн м3.